# Nathan Eccleston
Nathan Geoffrey Junior Eccleston (Newton Heath, Manchester; 1990. december 30. –) angol labdarúgó.

## Pályafutása
A Liverpool csapatában 2009. október 28-án debütált, Philipp Degen helyére állt be. A Premier League-ben először a Fulham FC ellen léphetett pályára. 2010. január 28-án került a Huddersfield Town együtteséhez. Két nappal később a Yeovil Town ellen lépett pályára először, ahol megszerezte első gólját a csapatban. 2010. május 8-án visszarendelték a Liverpool a csapatához, ahol több Európa-liga-meccsen is pályára léphetett. A Premier ligában a Wigan Athletic FC ellen kapott játéklehetőséget.2011 januárjában kölcsönadták a Charltonhoz, ahol a Sheffield Wednesday FC elleni 2–2-es mérkőzésen debütált, első gólját pedig a Plymouth Argyle FC elleni 2–0-s győzelem alkalmával szerezte. 2011. október 22-én a Rochdale csapatának adták kölcsön, ahol 5 meccsen 1 gólt szerzett, az Exeter City ellen.

## Külső hivatkozások
- Profilja a Soccerbase.com oldalán[halott link]
- Profilja a Transfermarkt.com oldalán